# 被唇纲
被唇纲（學名：Phylactolaemata）是外肛动物门的一个纲，包括絕大多數產於淡水的苔蘚蟲物種，例如羽苔虫（Plumalella）、梳苔虫（Pectinatella）等。本綱苔蘚蟲群體的外骨骼多為柔軟的膠狀或膜狀，無礦化的硬質構造。

## 下级分类
本纲包括以下目：
- 羽苔目 Plumatellida

地位未定的属：
- Cristellata
- Varunella Wiebach, 1974